# Neonotonia wightii
La Neonotonia wightii, sinònim Glycine javanica, és una espècie de planta farratgera herbàcia nativa d'Amèrica Central, Sud-amèrica i de les illes de l'Orient Llunyà. En algunes zones del món es cultiva i forma part de la rotació de conreus. Tanmateix també pot ser una planta invasora.
És una herbàcia enfiladissa perenne de fins 450 cm de llarg. Produeix llegums oblongs olinears de fins 3,5 cm de llargada per 5 cm d'amplada coberts de pilositat. Cadascun té de 4 a 7 llavors d'uns 4 x 3 mm, amb l'aril blanc. Li calen climes càlids i molt humits. Es cultiva com farratgera a zones tropicals com Hawaii i les illes del Pacífic Sud.

## Varietats
- Neonotonia wightii subsp. petitiana (A. Rich.) J. A. Lackey
- Neonotonia wightii subsp. pseudojavanica (Taub.) J. A. Lackey
- Neonotonia wightii subsp. wightii (Wight & Arn.)J.A.Lackey
- Neonotonia wightii var. coimbatorensis (A.Sen)Karth.
- Neonotonia wightii var. longicauda (Schweinf.) Lackey

## Sinònims
- Glycine wightii (Wight & Arn.) Verdc.
- Glycine javanica L.
- Notonia wightii Wight & Arn.
- Glycine bujacia Benth.
- Neonotonia wightii var. coimbatorensis (A.Sen)Karth.
- Shuteria vestita sensu Benth., non Wight & Arn.
- Soja javanica (L.)Graham
- Soja wightii Graham[1]